# Município de Williams (condado de Columbus, Carolina do Norte)
Localização da Carolina do Norte nos E.U.A.
O município de Williams (em inglês: Williams Township) é um localização localizado no  condado de Columbus no estado estadounidense da Carolina do Norte. No ano 2010 tinha uma população de 4.578 habitantes.

## Geografia
O município de Williams encontra-se localizado nas coordenadas 34° 12′ 05,61″ N, 78° 47′ 44,07″ O.